# Эллиптическая функция
Эллиптическая функция — в комплексном анализе периодическая в двух направлениях функция, заданная на комплексной плоскости. Эллиптические функции можно рассматривать как аналоги тригонометрических (имеющих только один период). Исторически, эллиптические функции были открыты как функции, обратные эллиптическим интегралам.

## Определение
Эллиптической функцией называют такую мероморфную функцию {\displaystyle f}, определённую на области {\displaystyle \mathbb {C} }, для которой существуют два ненулевых комплексных числа {\displaystyle a} и {\displaystyle b}, таких что
{\displaystyle f(z+a)=f(z+b)=f(z),\quad \forall z\in C,}
а также частное {\displaystyle {\frac {a}{b}}} не является действительным числом.
Из этого следует, что для любых целых {\displaystyle m} и {\displaystyle n}
{\displaystyle f(z+ma+nb)=f(z),\quad \forall z\in C}.
Любое комплексное число {\displaystyle \omega }, такое что
{\displaystyle f(z+\omega )=f(z),\quad \forall z\in C,}
называют периодом функции {\displaystyle f}. Если периоды {\displaystyle a} и {\displaystyle b} таковы, что любое {\displaystyle \omega } может быть записано как
{\displaystyle \omega =ma+nb,}
то {\displaystyle a} и {\displaystyle b} называют фундаментальными периодами. Каждая эллиптическая функция обладает парой фундаментальных периодов.
Параллелограмм {\displaystyle \Pi } с вершинами в {\displaystyle 0}, {\displaystyle a}, {\displaystyle b}, {\displaystyle a+b} называется фундаментальным параллелограммом.

## Свойства
- Не существует отличных от констант целых эллиптических функций (первая теорема Лиувилля).
- Если эллиптическая функция {\displaystyle f(z)} не имеет полюсов на границе параллелограмма {\displaystyle \alpha +\Pi }, то сумма вычетов {\displaystyle f(z)} во всех полюсах, лежащих внутри {\displaystyle \alpha +\Pi }, равна нулю (вторая теорема Лиувилля).
- Любая эллиптическая функция с периодами {\displaystyle a} и {\displaystyle b} может быть представлена в виде
{\displaystyle f(z)=h{\big (}\wp (z){\big )}+g{\big (}\wp (z){\big )}\wp '(z),}

где h, g — рациональные функции, {\displaystyle \wp (z)} — функция Вейерштрасса с теми же периодами, что и у {\displaystyle f(z)}. Если при этом {\displaystyle f(z)} является чётной функцией, то её можно представить в виде {\displaystyle f(z)=h{\big (}\wp (z){\big )}}, где h рациональна.
- Эллиптические функции неэлементарны, это было доказано Якоби в 1830-х годах.